# Andreas Koch (Mediziner)

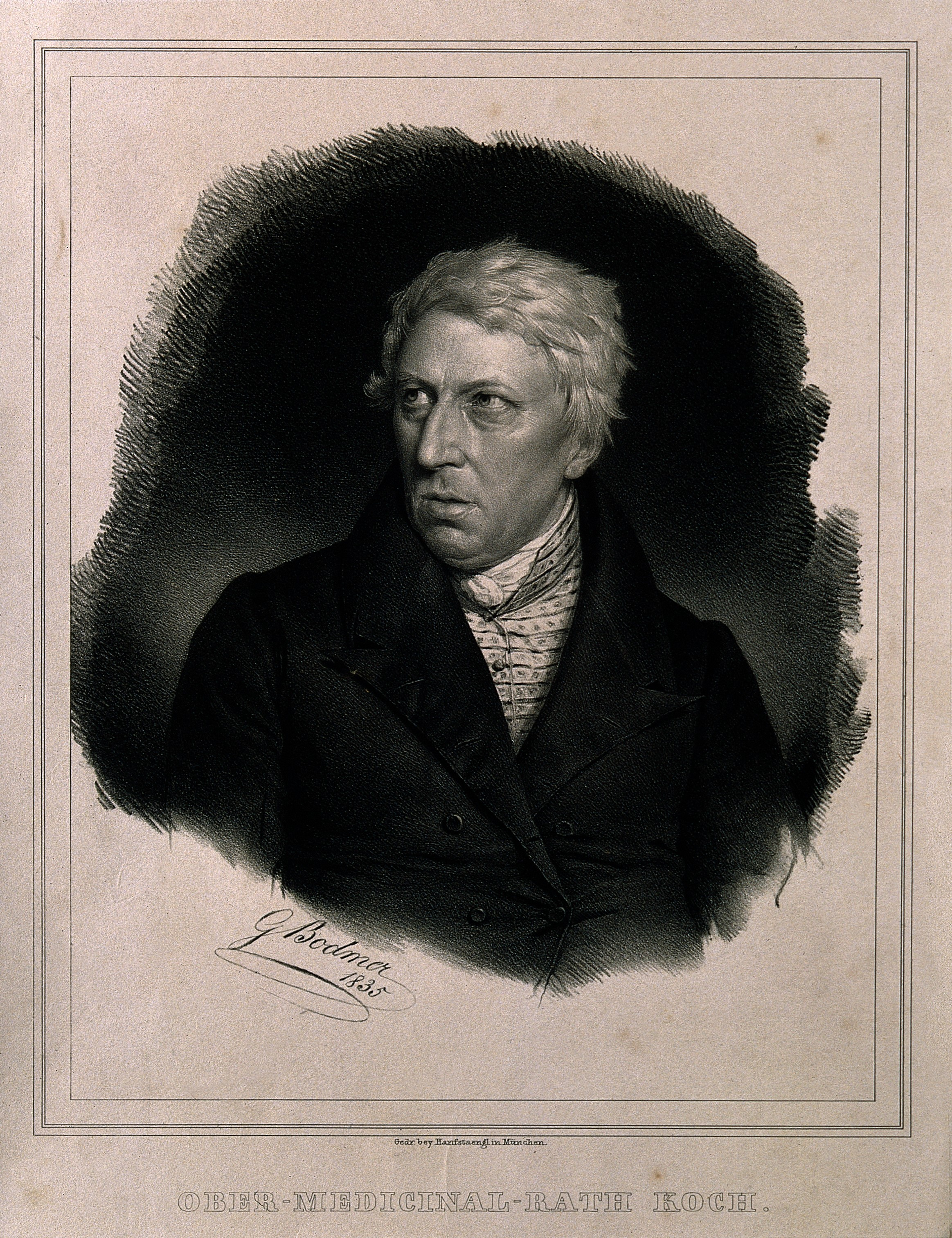
Andreas Koch. Lithografie von Gottlieb Bodmer (1835)

Andreas Koch (* 1775 in Freising; † 7. April 1846 in München) war ein deutscher Mediziner und Direktor des Allgemeinen Krankenhauses in München.

## Leben
Andreas Koch studierte an der Universität Landshut Medizin und wurde 1801 in Landshut promoviert. Er ließ sich nach seinem Studium als Wundarzt in München nieder, wurde 1809 Oberwundarzt bei den Krankenanstalten und war ab 1813 als chirurgischer Oberarzt am Allgemeinen Krankenhaus tätig. Andreas Koch wurde 1819 zum königlich bayerischen Obermedizinalrat ernannt und 1824 als Nachfolger von Franz Xaver von Haeberl ärztlicher Direktor des Allgemeinen Krankenhauses München. Zu seinen Schülern gehörte (als Arzt im Praktikum) der spätere Chirurg Cajetan von Textor. Im Jahr 1827 wurde er gegen den Willen des Magistrates durch die Bayerische Staatsregierung entlassen und der Mediziner Philipp Wilhelm (1798–1840) als sein Nachfolger eingesetzt.
Am 28. November 1821 wurde er unter der Präsidentschaft von Christian Gottfried Daniel Nees von Esenbeck mit dem akademischen Beinamen Berengarius unter der Matrikel-Nr. 1221 als Mitglied in die Kaiserliche Leopoldino-Carolinische Deutsche Akademie der Naturforscher aufgenommen.
Er war verheiratet mit Magdalena, geborene Gantner. Der Hofzahnarzt Guido von Koch (1815–1882) war der gemeinsame Sohn und der Germanist und Hochschullehrer Max Koch war der Enkel des Ehepaars.

## Schriften
- Ueber die Regulirung der Lebensfunktion bey Wunden. Eine Probeschrift zur Erlangung der höchsten Würde aus der Heilkunde auf der hohen Schule zu Landshut. Weber, Landshut 1801 (Digitalisat)